# رابرت بل (زمین‌شناس)
رابرت بل (انگلیسی: Robert Bell؛ ۳ ژوئن ۱۸۴۱ – ۱۷ ژوئن ۱۹۱۷) یک دانشمند در زمینه زمین‌شناسی اهل کانادا بود.